# إيكهارد كريستيان
إيكارد كريستيان (1 ديسمبر 1907 - 3 يناير 1985) ضابطًا في لوفتفافه في الحرب العالمية الثانية، ترقى إلى رتبة جنرال.  اعتقلت القوات البريطانية كريستيان في 8 مايو 1945 واحتجزته حتى 7 مايو 1947.

## جوائز
- الصليب الألماني باللون الفضي في 10 مايو 1945 [2]
- الصليب الحديدي (1939)، الدرجة الأولى والثانية
- صليب الاستحقاق الحربي (1939)، الدرجة الأولى والثانية مع السيوف
- نارفيك شيلد
- وسام صليب الحرية، الدرجة الثانية مع السيوف في 18 أغسطس 1943
- Flugzeugführerabzeichen
- وسام الفيرماخت للخدمة الطويلة

### اقتباسات
1. ↑  Joachimsthaler 1999.
2. ↑  Patzwall & Scherzer 2001, p. 538.